# توشیاکی مییاموتو
توشیاکی مییاموتو (انگلیسی: Toshiaki Miyamoto؛ زادهٔ ۴ ژوئن ۱۹۹۹) بازیکن فوتبال اهل ژاپن است.
از باشگاه‌هایی که در آن بازی کرده‌است می‌توان به باشگاه فوتبال کاشیوا ریسول اشاره کرد.